# Сага (Мугалжарський район)
Сага́ (каз. Саға) — село у складі Мугалжарського району Актюбінської області Казахстану. Входить до складу Батпаккольського сільського округу.
Населення — 494 особи (2021; 545 у 2009, 606 у 1999, 644 у 1989).